# Лука-Молчанская
Лука-Молчанская (укр. Лука-Мовчанська) — село на Украине, находится в Жмеринском районе Винницкой области.
Код КОАТУУ — 0521083903. Население по переписи 2001 года составляет 640 человек. Почтовый индекс — 23155. Телефонный код — 4332.
Занимает площадь 2,16 км².
В селе действует храм Воздвижения Креста Господнего Жмеринского благочиния Винницкой епархии Украинской православной церкви.

## Адрес местного совета
23155, Винницкая область, Жмеринский р-н, с. Лука-Молчанская, ул. Центральная